# Schloss Seeburg (Münsing)

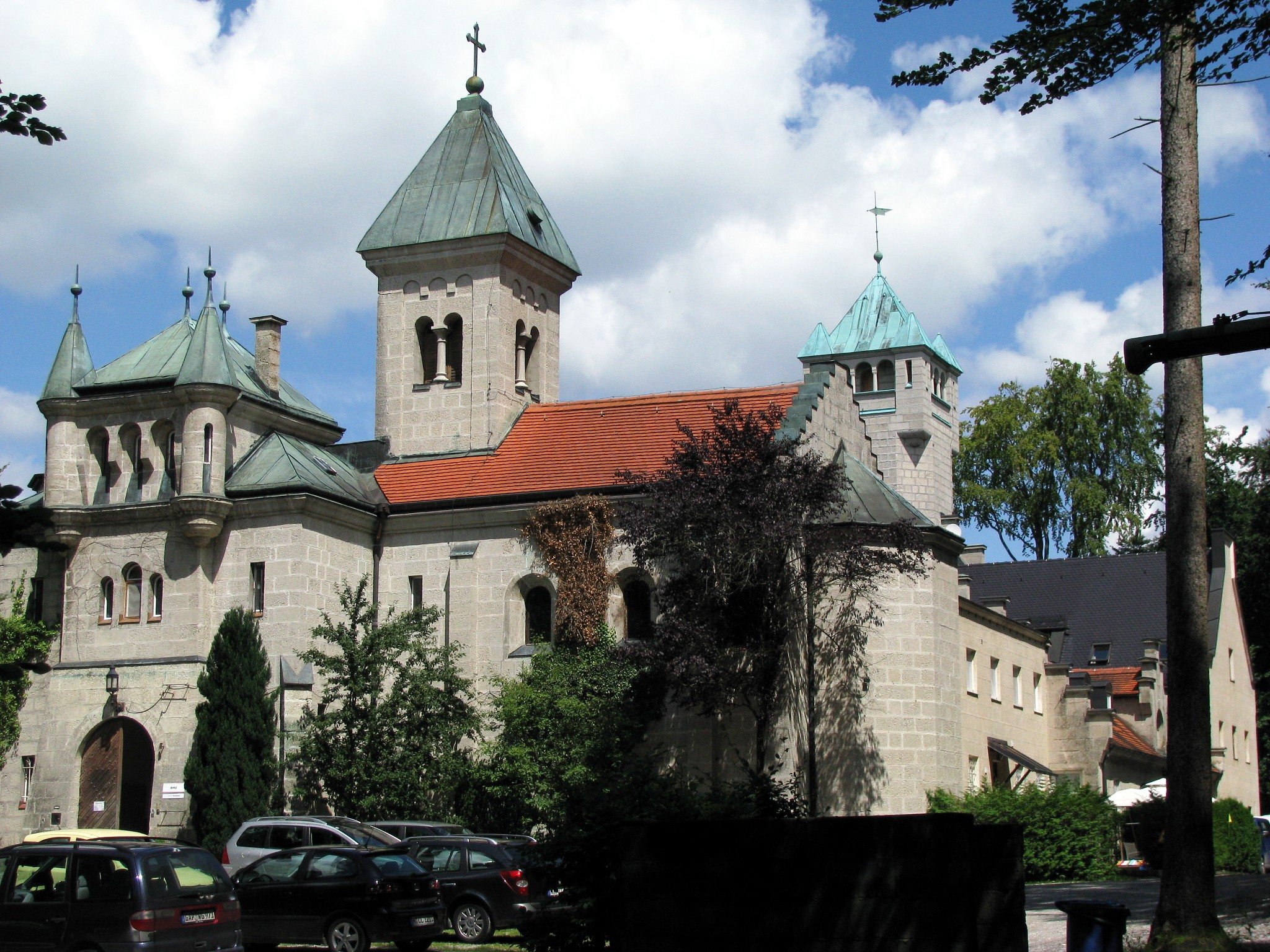
Schloss Seeburg

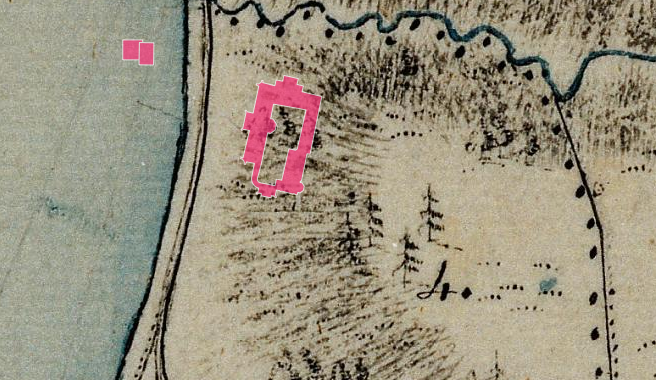
Lageplan von Schloss Seeburg (Münsing) auf dem Urkataster von Bayern

Schloss Seeburg ist ein Schloss am Starnberger See in Weipertshausen in der Gemeinde Münsing.

## Geschichte
Das Schloss, das sich an das südliche Ufergrundstück von Schloss Allmannshausen anschließt, wurde 1889 von Oberbaurat Julius Hofmann, der seit 1884 den Innenausbau von Schloss Neuschwanstein und Herrenchiemsee geleitet hatte und als einer der besten Raumgestalter des Historismus gilt im Auftrag des Münchner Bauunternehmers Heinrich Hoech errichtet und erhielt ursprünglich den Namen „Schloss Biberkor“. 
Der Münchner Architekt Friedrich Thiersch (Justizpalast und Bernheimer-Haus) erweiterte das Schloss im Jahre 1902 für den Industriellen Peter Göring aus Kochel, der den Namen offiziell in Schloss Seeburg änderte. 1921 ließ Prinz Karl von Isenburg die Seeburg erneut umbauen. Er bewohnte das Schloss mit seiner Familie fünf Jahre lang. Zwischen den Kriegen wechselte die Seeburg mehrmals den Besitzer.
Die Witwe Eva Maria, geb. Rochlitzer, des Diplomaten Adolf Johann von Brüning verkaufte 1941 nach dessen Tod an die Nationalsozialistische Volkswohlfahrt, die das Gebäude während des Krieges als Kindergärtnerinnenschule und Kinderheim nutzte. 1948 fiel das Schloss an den Freistaat Bayern. 
Es ist heute an „Wort des Lebens e. V.“ verpachtet, ein christliches Kinder- und Jugendwerk. Das bayerische Finanzministerium hat 2012 seine Pläne, die Seeburg und Schloss Allmannshausen (Gemeinde Berg) zu verkaufen, aufgegeben.

## Beschreibung
Burgartige Anlage in neuromanischen Formen mit Erkern, Türmchen, Bergfried, Schlosskapelle und angebauten Nebengebäuden. Sie wurde entworfen von Julius Hofmann 1888 und 1902 von Friedrich von Thiersch umgestaltet, 1924 und 1942 erweitert.
Zum Ensemble gehören:
- Bootshütte, hölzerner Flachsatteldachbau, von Friedrich von Thiersch, 1902
- Einfriedung, Betonpfeiler, Ufereinfassungsmauer mit zwei Löwen und bildstockförmigem Leuchtturm; Friedrich (von) Thiersch, 1902.

## Denkmalschutz
Das Schloss Seeburg (auch Schloss Biberkor) steht unter Denkmalschutz und ist unter der Aktennummer D-1-73-137-62 in der Denkmalliste des Bayerischen Landesamtes für Denkmalpflege erfasst.
Unter der gleichen Aktennummer sind auch die angegliederten Anlagen Schlosskapelle, Schlossökonomie, Bootshaus, Leuchtturm und Uferbefestigung aufgeführt.